# Creatonotos borealis
Creatonotos borealis là một loài bướm đêm thuộc phân họ Arctiinae, họ Erebidae.